# لازورکا
لازورکا (به لاتین: Lazurka) یک منطقهٔ مسکونی در روسیه است که در سرزمین آلتای واقع شده‌است.